# 515 f.Kr.
| 515 f.Kr.          |
| ------------------ |
| Dødsfald - Fødsler |

## Begivenheder
- Genopførelsen af Templet i Jerusalem påbegyndes.

## Født
- Parmenides, græsk filosof (d. 450 f.Kr.)